# 28 août
Pour les articles homonymes, voir Vingt-Huit-Août.
28 juillet 28 septembre
Chronologies thématiques
- Croisades
- Ferroviaires
- Sports
- Disney
- Anarchisme
- Catholicisme

Abréviations / Voir aussi
- (° 1852) = né en 1852
- († 1885) = mort en 1885
- a.s. = calendrier julien
- n.s. = calendrier grégorien
- Calendrier
- Calendrier perpétuel
- Liste de calendriers
- Naissances du jour

Le 28 août ou 28 aout est le 240e jour de l’année du calendrier grégorien, 241e lorsqu'elle est bissextile, il en reste ensuite 125.
C’était généralement le 11 fructidor du calendrier républicain français, officiellement dénommé jour de la pastèque.

## Événements

### Vesiècle
- 475 : Julius Nepos est déposé par Flavius Oreste, qui le remplace par Romulus Augustule.

### VIIesiècle
- 663 : victoire du Coréen Silla, et de la Chine Tang, sur Baekje et le Japon Yamato, à la bataille de Hakusukinoe.

### XVIesiècle
- 1521 : occupation de Belgrade par les Turcs.
- 1542 : bataille de Wofla (guerre Adal-Éthiopie), victoire du sultanat d’Adal sur la coalition luso-éthiopienne.

### XVIIesiècle
- 1619 : Ferdinand II est élu empereur du Saint-Empire romain germanique.

### XVIIIesiècle
- 1784 : tremblement de terre en Haïti.
- 1793 : début du siège de Toulon (guerres de la Révolution française). Les Français s’emparent de la ville, mais la zone maritime reste sous le contrôle britannique de Nelson.

### XIXesiècle
- 1833 : abolition de l'esclavage dans l'Empire britannique[2], par le Slavery Abolition Act 1833.
- 1861 : début de la bataille des Hatteras Inlet Batteries, pendant la guerre de Sécession.
- 1862 : seconde bataille de Bull Run (guerre de Sécession), victoire des confédérés sur les unionistes.
- 1867 : les États-Unis prennent formellement possession des Îles Midway.
- 1891 : victoire décisive des troupes du Congrès, à la bataille de Placilla, pendant la guerre civile chilienne de 1891.

### XXesiècle
- 1909 : coup de Goudi (Grèce), coup d’État des forces armées.
- 1913 : ouverture du palais de la Paix, à La Haye (accueille entre autres le siège de la Cour internationale de justice des Nations unies).
- 1914 : bataille de Heligoland (Première Guerre mondiale). La Grand Fleet britannique triomphe, face à la Kaiserliche Marine allemande.
- 1924 : déclenchement du soulèvement d’août, en Géorgie, contre l’occupant soviétique.
- 1944 : libération de Nice.
- 1955 : meurtre de Emmett Till, qui conduit à la création du mouvement afro-américain des droits civiques.
- 1963 : discours de Martin Luther King, répétant la célèbre anaphore I have a dream.
- 1991 : à la suite de l'invasion du Koweït, le pays est annexé par l'Irak.
- 2000 : signatures de l'accord d'Arusha, pour mettre fin à la guerre civile burundaise.

### XXIesiècle
- 2003 : au Pérou, la Commission de la Vérité et de la Réconciliation publie son rapport final.
- 2011 : au Népal, le dirigeant du PCN-M, Baburam Bhattarai, devient Premier ministre.
- 2014 : en Turquie, Recep Tayyip Erdoğan succède à Abdullah Gül en tant que président de la République, et nomme Ahmet Davutoğlu Premier ministre.
- 2017 : au terme de l'offensive du Jouroud de Qaa et Ras Baalbeck, l'État islamique se retire du Liban.
- 2019 : au Yémen, Aden est reprise par l'armée[3].
- 2020 : au Japon, Shinzō Abe, Premier ministre depuis 2012, annonce sa démission prochaine pour raisons de santé[4].

## Arts, culture et religion
- 1945 : premier numéro du Clarín.
- 1995 : création de la chaîne SBS6.
- 2009 : séparation du groupe de rock anglais Oasis.
- 2021 : fin du 33e concours international de chant "Les nuits lyriques" de Marmande (Lot-et-Garonne en Nouvelle-Aquitaine) en opéra, opérette et mélodie française, commencé les 21 et 25 juin[5],[6].

## Sciences et techniques
- 1789 : William Herschel découvre Encelade.
- 2016 : fin de la mission HI-SEAS IV.
- 2021 : 25è nuit internationale de la chauve-souris dans la nuit du 28 au 29 août[7] (comme chaque nuit entre les derniers samedi et dimanche d'août ?).

## Économie et société
- 1988 : accident de Ramstein, sur la base aérienne de Ramstein, en Allemagne. Trois avions se percutent et chutent sur la foule, faisant 70 morts et 346 blessés.

- 2004 : première journée du logiciel libre.
- 2024 : en France, la cérémonie d'ouverture des Jeux paralympiques d'été (photo) a lieu sur la place de la Concorde à Paris.

## Naissances

### XVIesiècle
- 1582 : Ming Taichang / 泰昌 (Zhu Changluo / 朱常洛 dit), empereur de Chine en 1620 († 26 septembre 1620).
- 1592 : George Villiers, 1er comte puis duc de Buckingham († 23 août 1628).

### XVIIIesiècle
- 1749 : Johann Wolfgang von Goethe, homme de lettres allemand († 22 mars 1832).
- 1764 : Marie-Joseph Chénier, poète, dramaturge et homme politique français († 10 janvier 1811).
- 1770 : Johann Karl Simon Morgenstern, philologue et théoricien littéraire allemand († 3 septembre 1852).
- 1774 : Elizabeth Ann Seton, première femme américaine canonisée par l'Église catholique († 4 janvier 1821).
- 1775 : Sophie Gail, compositrice française († 24 juillet 1819).

### XIXesiècle
- 1809 : Friedrich Dürck, peintre saxon († 25 octobre 1884).
- 1824 : Léopoldine Hugo, fille aînée de Victor Hugo († 4 septembre 1843).
- 1827 : Teresa Milanollo, violoniste et compositrice italienne († 25 octobre 1904).
- 1833 : Edward Burne-Jones, peintre britannique († 17 juin 1898).
- 1834 : Carl Irmer, peintre allemand († 10 novembre 1900).
- 1841 : Louis Aimée Augustin Le Prince, chimiste, ingénieur et inventeur français, pionnier du cinéma († 16 septembre 1890).
- 1878 : George Whipple, scientifique américain, prix Nobel de physiologie ou médecine 1934 († 1er février 1976).
- 1892 : Augustin Souchy, anarchiste allemand († 1er janvier 1984).
- 1894 : Karl Böhm, chef d’orchestre autrichien († 14 août 1981).
- 1898 : Charlie Grimm (en), joueur et gérant de baseball américain († 15 novembre 1983).
- 1899 : 
  - Charles Boyer, acteur français († 26 août 1978).
  - Johan Gabriel Oxenstierna, pentathlonien suédois, champion olympique en 1932 († 18 juillet 1995).

### XXesiècle
- 1903 : Bruno Bettelheim, psychologue autrichien († 13 mars 1990).
- 1908 :
  - ou 29 août, Robert Merle, écrivain français († 27 mars 2004).
  - Roger Tory Peterson,  peintre, naturaliste et ornithologue américain († 28 juillet 1996).
- 1910 : Joe Yrigoyen, cascadeur américain († 10 janvier 1998).
- 1913 :
  - Robertson William Davies, homme de lettres canadien († 2 décembre 1995).
  - Richard Tucker, ténor américain († 8 janvier 1975).
- 1915 : Claude Roy, journaliste et écrivain français († 13 décembre 1997).
- 1916 :
  - Hélène Baillargeon, folkloriste et actrice québécoise († 25 septembre 1997).
  - Louis Faurer, photographe américain († 2 mars 2001).
  - Jack Vance, romancier américain († 26 mai 2013).
- 1917 : Jack Kirby, auteur de comics américain († 6 février 1994).
- 1921 : Nancy Kulp, actrice américaine († 3 février 1991).
- 1924 : 
  - Janet Frame, écrivaine néo-zélandaise († 29 janvier 2004).
  - Margaret O’Rene « Peggy » Ryan, actrice américaine († 30 octobre 2004).
- 1925 : Donald O’Connor, acteur américain († 27 septembre 2003).
- 1926 : Antoine Veil, homme politique et haut fonctionnaire d’État français, mari de Simone Veil († 12 avril 2013).
- 1929 : Max Simeoni, médecin et homme politique corse.
- 1930 : Biagio Anthony « Ben » Gazzara, acteur américain († 3 février 2012).
- 1932 : Andy Bathgate, hockeyeur professionnel canadien († 26 février 2016).
- 1935 :
  - Melvin Charney, architecte canadien († 17 septembre 2012).
  - Gilles Rocheleau, homme d’affaires, homme politique et animateur québécois († 27 juin 1998).
- 1937 : François Béranger, chanteur français († 14 octobre 2003).
- 1938 :
  - Paul Martin, homme politique canadien, premier ministre du Canada de 2003 à 2006.
  - Marc Wilmet, linguiste belge († 10 novembre 2018).
- 1940 :
  - William Cohen, homme politique américain, secrétaire d’État à la Défense de 1997 à 2001.
  - Ken Jenkins, acteur américain.
  - Philippe Léotard, comédien et chanteur français († 25 août 2001).
- 1942 : Jorge Urosa, cardinal vénézuélien, archevêque émérite de Caracas († 23 septembre 2021).
- 1943 :
  - Lou Piniella, joueur et gérant de baseball américain.
  - David Soul (David Richard Solberg dit), acteur (Hutch(inson) & Starsky) et auteur-compositeur-interprète américain.
- 1944 : Michel David, linguiste, enseignant et écrivain québécois († 4 août 2010).
- 1946 :
  - André Brassard, metteur en scène et réalisateur québécois.
  - Mike Torrez (en), joueur de baseball américain.
  - Anders Gärderud, athlète suédois, champion olympique du 3000 m steeple.
- 1947 : Terry Driscoll, joueur puis entraîneur américain de basket-ball.
- 1948 : Danny Seraphine (en), musicien américain du groupe Chicago.
- 1949 : 
  - Yolande Villemaire, romancière et poète québécoise.
  - Larissa Petrik, gymnaste biélorusse, double championne olympique.
- 1951 : Wayne Osmond, chanteur américain du groupe The Osmonds.
- 1952 :
  - Jacques Chagnon, gestionnaire et homme politique québécois, président de l’Assemblée nationale du Québec depuis 2011.
  - Rita Dove, écrivain américain.
  - Guy Nadon, acteur québécois.
- 1956 : Benoît Peeters, écrivain et scénariste de bande dessinée français.
- 1957 :
  - Rick Rossovich, acteur américain.
  - Daniel Stern, acteur, producteur et réalisateur américain.
- 1958 : 
  - Scott Hamilton, patineur américain.
- 1959 : 
  - John Allen Nelson, acteur américain.
  - Christiane Pelchat, femme politique québécoise.
- 1960 :
  - Leroy Chiao, astronaute américain.
  - Emma Samms, actrice britannique.
  - Jean-Claude Lemoult, footballeur français, champion olympique en 1984.
- 1962 :
  - David Fincher, réalisateur et producteur américain.
  - Melissa Rosenberg, scénariste américaine.
- 1963 :
  - Maria Gheorghiu, chanteuse roumaine.
  - Waldemar Legień, judoka polonais.
- 1965 :
  - Tomi Cristin (ro), acteur roumain.
  - Satoshi Tajiri (田尻 智), créateur et producteur de jeu vidéo japonais, créateur de Pokémon.
  - Amanda Tapping, actrice britannique.
  - Shania Twain, chanteuse canadienne.
- 1966 : René Higuita, footballeur colombien.
- 1967 : Angela Ianaro, femme politique italienne.
- 1968 :
  - Billy Boyd, acteur britannique.
  - Ján Svorada, cycliste tchèque.
  - Alessandro Puccini, fleurettiste italien, champion olympique.
- 1969 :
  - Jack Black, acteur américain.
  - Jason Priestley, acteur, réalisateur et producteur canadien.
  - Pierre Turgeon, hockeyeur professionnel québécois.
- 1970 : Loïc Leferme, apnéiste français († 11 avril 2007).
- 1971 :
  - Shane Andrews, joueur de baseball américain.
  - Janet Evans, nageuse américaine.
  - José Ignacio Sánchez, matador espagnol.
  - Joann Sfar, auteur de bande dessinée français.
- 1972 : 
  - Omayra Sanchez, citoyenne colombienne, victime médiatisée de l’éruption du Nevado del Ruiz en 1985 († 16 novembre 1985).
  - Franck Boidin, fleurettiste français, médaille olympique.
- 1975 : Jade Raymond, productrice de jeux vidéo québécoise.
- 1980 : Yūko Gotō, seiyū japonaise.
- 1982 : 
  - Thiago Motta, footballeur brésilien.
  - LeAnn Rimes, chanteuse américaine.
- 1986 :
  - Armie Hammer, acteur américain.
  - Mohombi Moupondo, chanteur et danseur suédo-congolais.
  - Florence Welch, chanteuse britannique du groupe Florence + The Machine.
- 1989 : 
  - César Azpilicueta, footballeur espagnol.
  - Valtteri Bottas, pilote de Formule 1
- 1990 :
  - Naima Bakkal, taekwondoïste marocaine.
  - Bojan Krkic, footballeur espagnol.
- 1991 :
  - Samuel Larsen, chanteur américain.
  - Valentín Viola, footballeur argentin.
- 1994 : Felix Jaehn, disc-jockey et compositeur allemand.
- 1995 : Jeremy Dudziak, footballeur germano-tunisien.
- 1996 : Marolino Hoxha, coureur cycliste albanais.
- 1999 : Luna, chanteuse polonaise.

### XXIesiècle
- 2003 : Quvenzhané Wallis, actrice américaine.

## Décès

### IVesiècle
- 304 (année supposée et plausible) : Julien de Brioude, soldat romain converti au christianisme, martyr en Auvergne de l’Église des premiers temps devenu saint (date du 28 non sûre mais révélée à Saint Germain d'Auxerre avant sa propre mort datée de 448).

### Vesiècle
- 430 : Augustin d’Hippone, philosophe et théologien romain, docteur de l’Église et saint catholique (° 13 novembre 354).

### VIIesiècle
- 632 : Fatima Zahra (فاطمة بنت محمد), fille du prophète Mahomet (° vers 605).

### IXesiècle
- 876 : Louis II, roi de Bavière de 817 à 843 et de Germanie de 843 à 876 (° vers 806).

### XIesiècle
- 1065 : Frédéric Ier de Luxembourg, duc de Basse-Lotharingie (° 1003).

### XIIIesiècle
- 1241: Amaury VI de Montfort, connétable de France (° 1192).

### XVesiècle
- 1481 : Alphonse V dit « l’Africain », roi de Portugal et des Algarves de 1438 à 1481 (° 15 janvier 1432).

### XVIesiècle
- 1555 : Sagara Haruhiro daimyo de l'époque Sengoku (° 13 octobre 1513).

### XVIIesiècle
- 1654 : Axel Oxenstierna, homme politique, diplomate et militaire suédois, haut-chancelier de Suède de 1612 à 1654 (° 16 juin 1583).

### XVIIIesiècle
- 1756 : Silvio Valenti-Gonzaga, prélat italien (° 1er mars 1690).
- 1767 : Giacomo Ceruti, peintre italien (° 13 octobre 1698).
- 1793 : Adam Philippe Custine, militaire français (° 4 février 1742).

### XIXesiècle
- 1839 : William Smith, géologue britannique (° 23 mars 1769).
- 1863 : Eilhard Mitscherlich, chimiste allemand (° 7 janvier 1794).
- 1886 :
  - Camille Louis Husson, pharmacien et érudit français (° 7 mars 1843).
  - François-Gabriel Lépaulle, peintre français (° 21 janvier 1804).
  - Charles Soulier, photographe français (° 26 novembre 1816).

### XXesiècle
- 1935 : Fortuné d’Andigné, homme politique français (° 11 décembre 1868).
- 1943 : Boris III (Борис Клемент Роберт Мария Пий Луи Станислав Ксавие Сакскобургготски), tsar des Bulgares de 1918 à 1943 (° 30 janvier 1894).
- 1945 : Ludwig Kasper, sculpteur autrichien (° 2 mai 1893).
- 1948 : Alexandre Chevtchenko (Александр Васильевич Шевченко), peintre russe (° 24 mai 1882).
- 1954 : Alexandre Marius Jacob, anarchiste français (° 29 septembre 1879).
- 1959 : Bohuslav Martinů, violoniste et compositeur américain d’origine tchèque (° 8 décembre 1890).
- 1970 : Théo Sarapo, chanteur français d’origine grecque, second mari d’Édith Piaf (° 26 janvier 1936).
- 1972 : Peppu Flori, écrivain corse (° 1er janvier 1899).
- 1975 : Fritz Wotruba, sculpteur autrichien (° 23 avril 1907).
- 1978 : Robert Shaw, acteur britannique (° 9 août 1927).
- 1981 :
  - Jean Bourdeillette, diplomate et poète français (° 24 octobre 1901).
  - Furcie Tirolien, homme politique français (° 30 janvier 1886).
- 1983 : Émile Legault, prêtre catholique et homme de théâtre québécois, fondateur des Compagnons de Saint-Laurent (° 29 mars 1906).
- 1985 : Ruth Gordon, actrice et scénariste américaine (° 30 octobre 1896).
- 1987 : John Huston, cinéaste américain (° 5 août 1906).
- 1988 : Jean Marchand, syndicaliste et homme politique québécois, président du Sénat canadien de 1980 à 1983 (° 20 décembre 1918).
- 1990 : Willy Vandersteen, auteur de bandes dessinée belge (° 15 février 1913).
- 1994 : Marie-Hélène Dasté, comédienne française (° 2 décembre 1902).
- 1995 : Michael Ende, écrivain allemand (° 12 novembre 1929).
- 2000 : Léa Roback, militante syndicaliste et communiste et féministe québécoise (° 3 novembre 1903).

### XXIesiècle
- 2001 : 
  - Jan Goossens, footballeur belge (° 7 juillet 1914).
  - David P. Harmon, scénariste et producteur américain (° 3 septembre 1918).
- 2002 : Philippe Artias, peintre français (° 3 septembre 1912).
- 2003 : Jeanine Manuel, résistante française (° 9 juillet 1920).
- 2005 : Jacques Dufilho, comédien français (° 19 février 1914).
- 2006 :
  - Donald Chipp, homme politique australien (° 21 août 1925).
  - Pip Pyle, batteur britannique (° 4 avril 1950).
  - Benoît Sauvageau, homme politique canadien (° 22 novembre 1963).
  - Melvin Schwartz, physicien américain, prix Nobel de physique en 1988 (° 2 novembre 1932).
- 2007 : 
  - Arthur Jones, inventeur américain (° 1926).
  - Antonio Puerta, footballeur espagnol (° 26 novembre 1984).
  - Francisco Umbral, journaliste et écrivain espagnol (° 11 mai 1932).
  - Miyoshi Umeki, actrice et chanteuse américano-japonaise (° 8 mai 1929).
- 2008 :
  - Phil Hill (Philip Toll Hill Jr. dit), coureur automobile américain (° 20 avril 1927).
  - Michel Vastel, journaliste, chroniqueur et auteur d’origine française (° 20 mai 1940).
- 2009 : Adam Goldstein, disc-jockey américain (° 30 mars 1973).
- 2010 : 
  - Pietro Chiodini, cycliste sur route italien (° 27 juillet 1934).
  - Daniel Ducarme, homme politique belge (° 8 mars 1954).
  - William B. Lenoir, astronaute américain (° 14 mars 1939).
  - Roger Mas, dessinateur français (° 17 mai 1924).
- 2011 : 
  - Jean Monbourquette, prêtre catholique et psychologue canadien (° 1933).
  - Marthe Turgeon, actrice québécoise (° 29 novembre 1944).
- 2012 :
  - Normand Dussault, hockeyeur professionnel d’origine américaine (° 26 septembre 1925).
  - Shulamith Firestone, écrivaine et militante féministe canadienne (° 7 janvier 1945).
  - Alfred Schmidt, philosophe allemand ( 19 mai 1931).
- 2016 :
  - Binyamin Ben-Eliezer, homme politique israélien (° 12 février 1936).
  - Harry Fujiwara, catcheur américain ( 4 mai 1935).
- 2017 :
  - Maëlys de Araujo, fillette de 8 ans et demi, que Nordahl Lelandais est soupçonné d'avoir tuée (° 5 novembre 2008).
  - Moukhammad Dandamaïev, historien soviétique puis russe (° 2 septembre 1928).
  - Mireille Darc, comédienne française (° 15 mai 1938).
  - Willie Duggan, joueur de rugby à XV irlandais (° 12 mars 1950).
  - Tsutomu Hata, homme d'État japonais (° 24 août 1927).
  - David Torrence, athlète de demi-fond américain puis péruvien (° 26 novembre 1985).
- 2018 :
  - Josep Fontana, historien espagnol (° 20 novembre 1931).
  - Carmen Moore, actrice pornographique américaine (° 21 février 1986).
  - Jean-Joseph Turcotte, notaire et homme politique canadien (° 6 mars 1917).
- 2019 : 
  - Michel Aumont, acteur français, sociétaire honoraire de la Comédie-Française (° 15 octobre 1936).
  - Jean Barbeau, dramaturge canadien (° 10 février 1945).
  - Maria-Cristina Coste-Rixte, traductrice française (° 10 janvier 1948).
  - Pascal Gnazzo, cycliste sur route français (° 5 novembre 1920).
  - Steve Hiett, photographe de mode britannique (° 1940).
  - Nancy Holloway, chanteuse américaine (° 11 décembre 1932).
  - Sogyal Rinpoché, lama tibétain (° 1947).
  - Nie Yuanzi, universitaire chinoise (° 5 avril 1921).
- 2020 : Chadwick Boseman, acteur américain (° 29 novembre 1976).
- 2021 : 
  - Alioune Badara Cissé, homme politique sénégalais (° 7 février 1958).
  - Francesc Burrull, compositeur, pianiste de jazz et chanteur espagnol (° 18 octobre 1934).
- Bulbul Chowdhury, Noel Cringle, Sam Oji, Victor Uwaifo, Teresa Żylis-Gara.
- 2022 :
  - Ralph Eggleston, animateur, directeur artistique, scénariste, chef décorateur, réalisateur et doubleur américain (° 18 octobre 1965).
  - Roger Giguère, comédien, marionnettiste et bruiteur canadien (° 22 novembre 1944).
  - Manzoor Hussain, hockeyeur sur gazon pakistanais (° 28 octobre 1958).
- 2023 :
  - Yves Caron, représentant, vendeur et homme politique canadien (° 27 septembre 1937).
  - Anghelache Donescu, cavalier de dressage roumain (° 18 octobre 1945).
  - François Gèze, éditeur français (° 17 avril 1948).
  - Edith Graef McGeer, neuroscientifique américano-canadienne (° 18 novembre 1923).
  - Alan Haworth, homme politique britannique (° 26 avril 1948).
  - Claude Neuschwander, entrepreneur français (° 30 novembre 1933).
- 2024 : Steve Silberman, écrivain américain (° 23 décembre 1957).

## Célébrations

### Religieuse
- Début possible de la période de fête aztèque du xocotl huetzi (en) en l'honneur des défunts les plus révérés (jusqu'au 16 septembre environ).

### Saints des Églises chrétiennes

#### Saints catholiques et orthodoxes
du jour :
- Alexandre († v. 336), Patriarche de Constantinople
- Ambroise de Saintes (Ve siècle), évêque.
- Augustin d’Hippone, évêque et docteur de l’Église (date occidentale, voir aussi 27 mai, 29 février).
- Ermel (VIIe siècle), évêque dans les Ardennes.
- Florence de Carthagène (VIIe siècle), Vierge à Séville.
- Hermès (IIe siècle), Martyr à Rome.
- Julien de Brioude (IIIe siècle, † souvent daté(e) de 304), martyr en Auvergne (Cf. 16 février, au féminin, Sainte Julienne de Nicomédie lui étant contemporaine à l'année d'exécution près, à une autre extrémité de l'Empire romain martyrisant).
- Linda († 930), mère de famille devenue moniale.
- Luan († 622), Moine irlandais.
- Moïse l'Ethiopien († 400) Anachorète en Egypte.
- Pélage de Constance (IIIe siècle), martyr.
- Restitut († v. 350), évêque de Carthage.
- Sousannik († v. 475), Martyre en Géorgie.
- Vicine (IVe siècle), évêque.
- Vivien de Saintes († vers 460), évêque. Cf. 10 mars, 2 décembre.

#### Saint et bienheureux catholique
du jour : 
- Alphonse-Marie du Saint-Esprit - ou « Joseph Mazurek » - (1891-1944), prêtre bienheureux carme, prieur du couvent de Czerna (Pologne), fusillé par les Allemands. Cf. 1er août, 19 mars, 16 avril.
- Arthur Ros Montalt († 1936), bienheureux laïc espagnol martyr lors de la guerre civile espagnole.
- Charles-Arnaud Hanus († 1794), bienheureux prêtre français et martyr de la Révolution.
- Edmond Arrowsmith  († 1628), Jésuite anglais et martyr.
- Guillaume Dean († 1588), Prêtre anglais martyr et bienheureux.
- Henry Webley († 1588), Laïc anglais martyr et bienheureux.
- Jacques Claxton († 1588), Prêtre anglais martyr et bienheureux.
- Jean-Baptiste Faubel Cano († 1936), bienheureux laïc espagnol martyr lors de la guerre civile espagnole.
- Joaquina Vedruna († 1854) fondatrice des carmélites de la Charité.
- Joseph Ample Alcaide († 1936), bienheureux prêtre capucin espagnol martyr lors de la guerre civile espagnole.
- Juniper († 1784), Franciscain espagnol missionnaire en Californie.
- Petro Oros († 1953), Bienheureux prêtre ukrainien martyr.
- Robert Morton († 1588) et Hugues More, prêtres martyrs à Lincoln's Inn Fields
- Thomas Felton († 1588), Prêtre anglais martyr et bienheureux.
- Thomas Holford († 1588), Prêtre anglais martyr et bienheureux.
- William Gunter († 1588), Prêtre gallois martyr et bienheureux.

#### Saint et bienheureux orthodoxe
- Sabas de Pskov († 1495), moine russe d'origine serbe.

## Traditions et superstitions

### Dictons
- « À la saint-Augustin, le soleil a grillé le serpolet et le thym. »[9].
- « Fine pluie à saint-Augustin, c’est comme s’il pleuvait du vin. »[10].

### Astrologie
- Signe du zodiaque : sixième jour du signe astrologique de la Vierge.

## Toponymie
- Plusieurs voies, places, sites ou édifices de pays ou provinces francophones contiennent la date du jour dans leur nom sous différentes graphies : voir Vingt-Huit-Août.